# 阿保人上
阿保 人上（あぼ の ひとかみ）は、奈良時代から平安時代初期にかけての貴族。氏姓は建部（または健部）公のち建部朝臣、阿保朝臣。官位は正五位下・陰陽頭。

## 経歴
円仁の『入唐求法巡礼行記』の開成5年（840年）3月7日条に、登州開元寺の北壁に墨書された日本国使の名前の中に「録事正六位上建玄感」があり、この「建玄感」は人上のことと推定される。そこから、、天平宝字3年（759年）在唐中の遣唐大使・藤原清河を帰国させるための迎入唐使が派遣されるが、人上は録事としてこれに従い渡唐したことが分かる。
天平宝字8年（764年）に発生した藤原仲麻呂の乱では孝謙上皇側に加勢したらしく、乱後に外従五位下に昇叙されると共に、公姓から臣姓に改姓している。この時、因幡掾。称徳朝ではさらに図書助を務め、この間の神護景雲2年（768年）内位の従五位下に叙せられた。
光仁朝では図書助・勅旨員外少輔と京官を歴任し、宝亀9年（778年）には第16次遣唐使と共に来日した唐使に対する労問を左少弁・藤原鷹取と共に行っている。
天応元年（781年）勅旨少輔に昇格したのち、翌天応2年（782年）武蔵介、延暦5年（786年）武蔵守と桓武朝初頭は武蔵国司を務め、この間の延暦3年（784年）には従五位上に叙せられると共に、以下言上を行い建部朝臣から阿保朝臣に改姓を許されている。
私たちの始祖である息速別皇子は伊賀国阿保村に居住した。その後明日香朝廷（允恭朝）に及んで、皇子の四世孫である須祢都斗王に対して居住地に因んで阿保君姓が与えられた。その子孫である意保賀斯は武芸が朋輩に秀で、後代の模範となるべく、当時の長谷旦倉朝廷（雄略朝）から健部君姓を与えられた。これは功績を顕彰する恩恵の意味であり、居住地に因む賜姓とは異なり常に継続すべきことではない。ついては、元の正しい氏姓である阿保朝臣姓を授かりたい。
延暦9年（790年）大学頭として京官に復すと、延暦15年（796年）陰陽頭と桓武朝半ばは京官を務める一方、播磨守も兼帯した。延暦16年（797年）正五位下に至る。延暦20年（801年）8月15日卒去。

## 官歴
注記のないものは『六国史』による。
- 時期不詳：正六位上
- 天平宝字3年（759年） 日付不詳：迎入唐使録事
- 天平宝字8年（764年） 10月7日：外従五位下。10月28日：公姓から朝臣姓に改姓。見因幡掾
- 天平神護元年（765年） 4月28日：見因幡掾[3]
- 天平神護3年（767年） 8月11日：主計頭。8月29日：勅旨大丞
- 神護景雲2年（768年） 閏6月28日：従五位下（内位）
- 神護景雲3年（769年） 8月19日：図書助
- 宝亀2年（771年） 9月16：兼伊予介
- 宝亀5年（774年） 3月5日：勅旨員外少輔
- 宝亀9年（778年） 11月19日：労問唐使
- 天応元年（781年） 10月4日：勅旨少輔
- 天応2年（782年） 6月20日：武蔵介
- 延暦3年（784年） 正月16日：従五位上。11月21日：建部朝臣から阿保朝臣に改姓
- 延暦5年（786年） 8月8日：武蔵守
- 延暦9年（790年） 7月24日：大学頭
- 時期不詳：播磨守
- 延暦15年（796年） 9月5日：陰陽頭、播磨守如故
- 延暦16年（797年） 正月7日：正五位下
- 延暦20年（801年） 8月15日：卒去[4]